# Raphaël Aubert

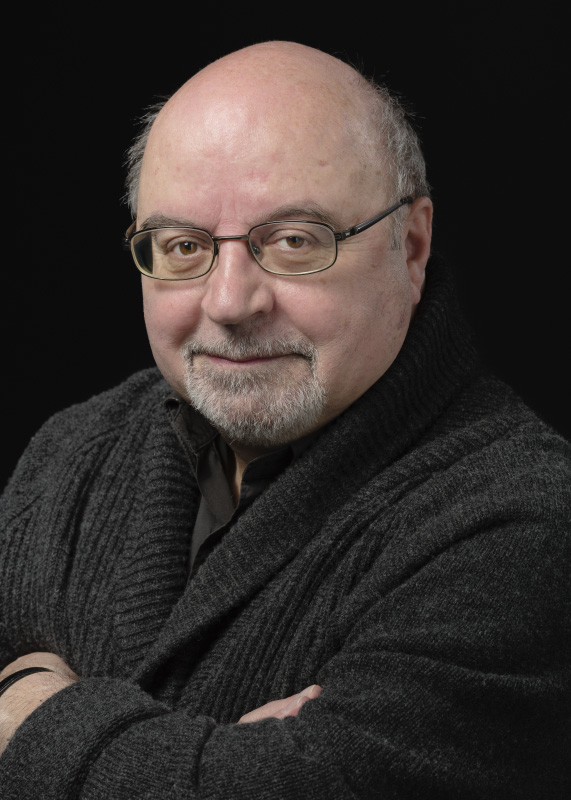
Raphaël Aubert

Raphaël Aubert (* 16. August 1953 in Lausanne) ist ein Schweizer Journalist und Schriftsteller.

## Leben
Raphaël Aubert ist der Sohn des Malers und Grafikers Pierre Aubert (1910–1987) aus Le Brassus. Nach einem Studium der orientalischen Sprachen und der Theologie an der Universität Lausanne und in Paris wurde er Journalist. Er arbeitete zunächst für die Presse, dann für Radio Suisse Romande.
Als Autor verfasste er sowohl Sachbücher und Essays, etwa zu Balthus oder Salman Rushdie, wie auch belletristische Werke. Besonders beeinflusst hat ihn der französische Schriftsteller und Kulturminister André Malraux. Ihm hat er zwei Essays gewidmet, nebst der Mitarbeit am Dictionnaire Malraux (2011).
Er ist Mitglied der Association vaudoise des écrivains (AVE) und lebt in Lausanne.

## Auszeichnungen
- 1994: Finalist des Premio Letterario Manzoni-Nabokov
- 2013: Raphaël Aubert. Une écriture du monde. Ausstellung an der Kantons- und Universitätsbibliothek Lausanne
- 2014: Prix culturel vaudois in der Sparte Literatur[2]
- 2015: Ordre des Arts et des Lettres[3]

## Werke (Auswahl)
- L’absolu et la métamorphose. Theologiques sur André Malraux. Labor et Fides, Genève 1985.
- L’Affaire Rushdie. Islam, identité et monde moderne. Éditions du Cerf, Paris 1990.
- La Tentation de l’Est. Religion, pouvoir et nationalismes. Labor et Fides, Genève 1991.
- La Bataille de San Romano. Roman. Éditions de l’Aire, Vevey 1993.
- Malraux ou la lutte avec l’ange. Art, histoire et religion. Labor et Fides, Genève 2001.
- Le Paradoxe Balthus. Éditions de la Différence, Paris 2005.
- Dieu est-il violent? Bayard, Paris 2008.
- Chronique des treize lunes. Journal 2008. Éditions de l’Aire, Vevey 2009.
- La Terrasse des éléphants. Roman. Éditions de l’Aire, Vevey 2009.
- Malraux & Picasso. Une relation manquée. Infolio, Paris 2013.
- Cet envers du temps. Journal 2013. Éditions de l’Aire, Vevey 2014.
- Sous les arbres et au bord du fleuve. Erzählung. Éditions de l’Aire, Vevey 2014.
- Le Voyage à Paris. Un carnet de Pierre Aubert. Art&fiction, Lausanne 2017.
- Balthus, l’antimoderne. Infolio, Paris 2019.